# Saïassan
Saïassan (Саясан) est un village du raïon de Nojaï-Iourt au sud-est de la Tchétchénie dans la fédération de Russie.

## Géographie
Le village se trouve au bord de la rivière Aksaï au sud-ouest du chef-lieu du raïon, Nojaï-Iourt.

## Population
La population du village s'élevait à 1 145 habitants en 2010, 1 175 habitants en 2011 et 1 195 habitants en 2013.

## Historique
En 1944, lorsque les Tchétchènes sont déportés en Asie centrale par Staline, le village est peuplé d'habitants venus du Daghestan voisin. Il est renommé en Ritliab. Lorsque les premiers habitants reviennent d'exil dans les années 1950, il retrouve son nom et la plupart des Daghestanais retournent au Daghestan.

## Enseignement
Le village comporte une école primaire et une école secondaire municipales.